# IWGP Heavyweight Championship
IWGP Heavyweight Championship (jap. IWGPヘビー級選手権 IWGP hebī-kyū senshuken) – były światowy tytuł mistrzowski w profesjonalnym wrestlingu, utworzony i promowany przez japońską federację New Japan Pro-Wrestling (NJPW). Skrótowiec „IWGP” inicjuje organ zarządzający federacją – International Wrestling Grand Prix. Tytuł został wprowadzony 12 czerwca 1987 podczas finałów turnieju IWGP.
W historii tytułu tworzono cztery różne pasy mistrzowskie. Obecny jest wykorzystywany od marca 2008. Nieoficjalnie tytuł jest częścią „New Japan Triple Crown” (jap. 新日本トリプルクラウン Shin Nihon Toripuru Kuraun) wraz z tytułami IWGP Intercontinental Championship i NEVER Openweight Championship.

## Historia tytułu
W historii wielu wrestlerów musiało zrzec się tytułu z powodu niemożności występowania w obronach mistrzostwa. Kiedy zawodnik zostanie kontuzjowany lub z innego powodu nie będzie mógł wystąpić w walce, federacja organizuje turniej koronujący nowego mistrza.
W 2006 Brock Lesnar został pozbawiony tytułu, gdy ten nie chciał występować w walkach i twierdził, że NJPW zalega z wypłatami pieniężnymi. Federacja koronowała nowego mistrza, podczas gdy Lesnar zatrzymał na własność pas reprezentujący mistrzostwo. W 2007 podpisał kontrakt z federacją Inoki Genome Federation (IGF) i utracił mistrzostwo na rzecz Kurta Angle'a. Rok później Angle utracił tytuł w walce unifikacyjnej z mistrzem NJPW, Shinsuke Nakamurą.
Dotychczas było 28 różnych mistrzów, a także 66 panowań mistrzowskich. Big Van Vader, Salman Hashimikov, Scott Norton, Bob Sapp, Brock Lesnar, A.J. Styles i obecny mistrz Kenny Omega są jedynymi posiadaczami tytułu niebędącymi Japończykami. Inauguracyjnym mistrzem był Antonio Inoki, który pokonał Masę Saito 12 czerwca 1987 w finale turnieju. Hiroshi Tanashi posiadał tytuł rekordowo siedem razy. Nieprzerwanie najdłużej tytuł dzierżył Kazuchika Okada – jego czwarte panowanie trwało 720 dni. Ponadto podczas jego czwartego panowania obronił tytuł rekordowo 12 razy, a sam tytuł posiadał w karierze 1 516 dni. Czwarte panowanie Kensuke Sasakiego trwało najkrócej, bowiem 16 dni. W swojej karierze Tanahashi obronił tytuł łącznie 28 razy.

## Panowania
| Panowanie   | Numer panowania przez danego mistrza w liście               |
| Miejsce     | Miasto, w którym tytuł został zdobyty                       |
| Gala        | Gala, na której zawodnik zdobył tytuł                       |
| Ilość obron | Ilość obron tytułu mistrzowskiego podczas panowania         |
| +           | Oznacza, że ilość dni w posiadaniu wzrasta z kolejnym dniem |

| #  | Mistrz                       | Panowanie | Data                      | Dni | Miejsce                      | Gala                                     | Ilość obron | Notka | Odn.   |
| -- | ---------------------------- | --------- | ------------------------- | --- | ---------------------------- | ---------------------------------------- | ----------- | --- | ------ |
| 1  | Antonio Inoki                | 1         | 12 czerwca 1987(dts)      | 325 | Tokio, Japonia               | IWGP Champion Series 1987                | 4           | Inoki pokonał Masa Saito w finale turnieju G1 Climax. |        |
| —  | Wakat                        | —         | 2 maja 1988(dts)          | —   | —                            | —                                        | —           | Zawieszono z powodu kontuzji stopy Inokiego. |        |
| 2  | Tatsumi Fujinami             | 1         | 8 maja 1988(dts)          | 19  | Tokio, Japonia               | Super Fight Series 1988                  | 1           | Fujinami pokonał Big Van Vadera o zawieszony tytuł. |        |
| —  | Wakat                        | —         | 27 maja 1988(dts)         | —   | —                            | —                                        | —           | Zawieszono, gdy walka z Rikim Choshu zakończyła się bez rezultatu. |        |
| 3  | Tatsumi Fujinami             | 2         | 24 czerwca 1988(dts)      | 285 | Osaka, Japonia               | IWGP Champion Series 1988                | 7           | Fujinami pokonał Rikiego Choshu o zawieszony tytuł. |        |
| —  | Wakat                        | —         | 5 kwietnia 1989(dts)      | —   | —                            | —                                        | —           | Zawieszono tytuł, aby wyłonić nowego zdobywcę w turnieju. |        |
| 4  | Big Van Vader                | 1         | 24 kwietnia 1989(dts)     | 31  | Tokio, Japonia               | Battle Satellite in Tokyo Dome           | 0           | Vader pokonał Shinyę Hashimoto w finale turnieju o zawieszony tytuł. |        |
| 5  | Salman Hashimikov            | 1         | 25 maja 1989(dts)         | 48  | Osaka, Japonia               | Battle Satellite 1989 in Osaka Dome      | 0           | | [ 13 ] |
| 6  | Riki Choshu                  | 1         | 12 lipca 1989(dts)        | 29  | Osaka, Japonia               | Summer Fight Series 1989                 | 0           | | [ 14 ] |
| 7  | Big Van Vader                | 2         | 10 sierpnia 1989(dts)     | 374 | Tokio, Japonia               | House show                               | 4           | |        |
| 8  | Riki Choshu                  | 2         | 19 sierpnia 1990(dts)     | 129 | Tokio, Japonia               | House show                               | 1           | |        |
| 9  | Tatsumi Fujinami             | 3         | 26 grudnia 1990(dts)      | 22  | Hamamatsu, Japonia           | King of Kings                            | 0           | |        |
| 10 | Big Van Vader                | 3         | 17 stycznia 1991(dts)     | 46  | Jokohama, Japonia            | New Year Dash 1991                       | 0           | |        |
| 11 | Tatsumi Fujinami             | 4         | 4 marca 1991(dts)         | 306 | Hiroszima, Japonia           | Big Fight Series 1991                    | 3           | | [ 15 ] |
| 12 | Riki Choshu                  | 3         | 4 stycznia 1992(dts)      | 225 | Tokio, Japonia               | Super Warriors in Tokyo Dome             | 4           | Była to walka o IWGP Heavyweight Championship oraz Greatest 18 Championship należącego do Choshu. |        |
| 13 | The Great Muta               | 1         | 16 sierpnia 1992(dts)     | 400 | Fukuoka, Japonia             | G1 Climax Special 1992                   | 5           | Była to walka o IWGP Heavyweight Championship oraz Greatest 18 Championship należącego do Choshu. |        |
| 14 | Shinya Hashimoto             | 1         | 20 września 1993(dts)     | 196 | Nagoja, Japonia              | G1 Climax Special 1993                   | 4           | | [ 16 ] |
| 15 | Tatsumi Fujinami             | 5         | 4 kwietnia 1994(dts)      | 27  | Hiroszima, Japonia           | Battle Line Kyushu                       | 0           | |        |
| 16 | Shinya Hashimoto             | 2         | 1 maja 1994(dts)          | 367 | Fukuoka, Japonia             | Wrestling Dontaku 1994                   | 9           | |        |
| 17 | Keiji Mutoh                  | 2         | 3 maja 1995(dts)          | 246 | Fukuoka, Japonia             | Wrestling Dontaku 1995                   | 5           | Mutoh zdobył wcześniej tytuł występując jako The Great Muta. | [ 17 ] |
| 18 | Nobuhiko Takada              | 1         | 4 stycznia 1996(dts)      | 116 | Tokio, Japonia               | Wrestling World 1996                     | 1           | |        |
| 19 | Shinya Hashimoto             | 3         | 29 kwietnia 1996(dts)     | 489 | Tokio, Japonia               | Battle Formation                         | 7           | |        |
| 20 | Kensuke Sasaki               | 1         | 31 sierpnia 1997(dts)     | 216 | Jokohama, Japonia            | Final Power Hall in Yokohama             | 3           | |        |
| 21 | Tatsumi Fujinami             | 6         | 4 kwietnia 1998(dts)      | 126 | Tokio, Japonia               | Antonio Inoki Retirement Show            | 2           | |        |
| 22 | Masahiro Chono               | 1         | 8 sierpnia 1998(dts)      | 44  | Osaka, Japonia               | Rising the Next Generation in Osaka Dome | 0           | |        |
| —  | Wakat                        | —         | 21 września 1998(dts)     | —   | —                            | —                                        | —           | Zawieszono z powodu odniesienia kontuzji karku przez Chono. |        |
| 23 | Scott Norton                 | 1         | 23 września 1998(dts)     | 103 | Jokohama, Japonia            | Big Wednesday                            | 4           | Norton pokonał Yujiego Nagatę o zawieszony tytuł. |        |
| 24 | Keiji Mutoh                  | 3         | 4 stycznia 1999(dts)      | 340 | Tokio, Japonia               | Wrestling World 1999                     | 5           | |        |
| 25 | Genichiro Tenryu             | 1         | 10 grudnia 1999(dts)      | 25  | Osaka, Japonia               | Battle Final 1999                        | 0           | | [ 18 ] |
| 26 | Kensuke Sasaki/Power Warrior | 2         | 4 stycznia 2000(dts)      | 279 | Tokio, Japonia               | Wrestling World 2000                     | 5           | |        |
| —  | Wakat                        | —         | 9 października 2000(dts)  | —   | —                            | —                                        | —           | Zawieszono, gdy Sasaki przegrał w non-title matchu z Toshiakim Kawadą podczas gali Do Judge!!. |        |
| 27 | Kensuke Sasaki               | 3         | 4 stycznia 2001(dts)      | 72  | Tokio, Japonia               | Wrestling World 2001                     | 1           | Sasaki pokonał Toshiakiego Kawadę w finale turnieju o zawieszony tytuł. |        |
| 28 | Scott Norton                 | 2         | 17 marca 2001(dts)        | 23  | Nagoja, Japonia              | Hyper Battle 2001                        | 0           | |        |
| 29 | Kazuyuki Fujita              | 1         | 9 kwietnia 2001(dts)      | 270 | Osaka, Japonia               | Strong Style 2001                        | 2           | | [ 19 ] |
| —  | Wakat                        | —         | 4 stycznia 2002(dts)      | —   | —                            | —                                        | —           | Fujita zawiesił tytuł z powodu zerwania ścięgna Achillesa. |        |
| 30 | Tadao Yasuda                 | 1         | 16 lutego 2002(dts)       | 48  | Tokio, Japonia               | Fighting Spirit 2002                     | 1           | Yasuda pokonał Yujiego Nagatę w finale turnieju o zawieszony tytuł. | [ 20 ] |
| 31 | Yuji Nagata                  | 1         | 5 kwietnia 2002(dts)      | 392 | Tokio, Japonia               | Toukon Special                           | 10          | |        |
| 32 | Yoshihiro Takayama           | 1         | 2 maja 2003(dts)          | 185 | Tokio, Japonia               | Ultimate Crush                           | 3           | Pojedynek był również o NWF Heavyweight Championship należący do Takayamy. | [ 21 ] |
| 33 | Hiroyoshi Tenzan             | 1         | 3 listopada 2003(dts)     | 36  | Jokohama, Japonia            | Yokohama Dead Out                        | 0           | |        |
| 34 | Shinsuke Nakamura            | 1         | 9 grudnia 2003(dts)       | 58  | Osaka, Japonia               | Battle Final 2003                        | 1           | 4 stycznia 2004 podczas gali Wrestling World 2004, Nakamura pokonał Yoshihiro Takayamę i zunifikował tytuły IWGP Heavyweight Championship i NWF Heavyweight Championship.                                  |        |
| —  | Wakat                        | —         | 5 lutego 2004(dts)        | —   | —                            | —                                        | —           | Zawieszono z powodu odniesienia kilku kontuzji przez Nakamurę. |        |
| 35 | Hiroyoshi Tenzan             | 2         | 15 lutego 2004(dts)       | 26  | Tokio, Japonia               | Fighting Spirit 2004                     | 1           | Pokonał Genichiro Tenryu w finale turnieju o zawieszony tytuł. | [ 22 ] |
| 36 | Kensuke Sasaki               | 4         | 12 marca 2004(dts)        | 16  | Tokio, Japonia               | Hyper Battle 2004                        | 0           | |        |
| 37 | Bob Sapp                     | 1         | 28 marca 2004(dts)        | 66  | Tokio, Japonia               | King of Sports                           | 1           | |        |
| —  | Wakat                        | —         | 2 czerwca 2004(dts)       | —   | —                            | —                                        | —           | Zawieszono, gdy Sapp przegrał walkę z Kazuyukim Fujitą w organizacji K-1. |        |
| 38 | Kazuyuki Fujita              | 2         | 5 czerwca 2004(dts)       | 126 | Osaka, Japonia               | The Crush II                             | 1           | Fujita pokonał Hiroshiego Tanahashiego o zawieszony tytuł. |        |
| 39 | Kensuke Sasaki               | 5         | 9 października 2004(dts)  | 64  | Tokio, Japonia               | Pro-Wrestlers Be Strongest               | 2           | |        |
| 40 | Hiroyoshi Tenzan             | 3         | 12 grudnia 2004(dts)      | 70  | Nagoja, Japonia              | Battle Final 2004                        | 0           | |        |
| 41 | Satoshi Kojima               | 1         | 20 lutego 2005(dts)       | 83  | Tokio, Japonia               | New Year Gold Series                     | 1           | Pojedynek był również o Triple Crown Heavyweight Championship należący do Kojimy. |        |
| 42 | Hiroyoshi Tenzan             | 4         | 14 maja 2005(dts)         | 65  | Tokio, Japonia               | Nexess VI                                | 1           | |        |
| 43 | Kazuyuki Fujita              | 3         | 18 lipca 2005(dts)        | 82  | Sapporo, Japonia             | Summer Fight Series 2005                 | 0           | | [ 23 ] |
| 44 | Brock Lesnar                 | 1         | 8 października 2005(dts)  | 280 | Tokio, Japonia               | Toukon Souzou New Chapter                | 3           | Był to three-way match, w którym brał również udział Masahiro Chono. | [ 24 ] |
| —  | Wakat                        | —         | 15 lipca 2006(dts)        | —   | —                            | —                                        | —           | Tytuł został zawieszony, gdyż Lesnar odmówił bronienia mistrzostwa. Lesnar zatrzymał pas reprezentujący mistrzostwo i zaczął być uznawany jako pierwszego mistrza przez federację Inoki Genome Federation. | [ 9 ]  |
| 45 | Hiroshi Tanahashi            | 1         | 17 lipca 2006(dts)        | 270 | Sapporo, Japonia             | Circuit2006 Turbulence                   | 4           | Tanahashi pokonał Giant Bernarda w finale turnieju o zawieszony tytuł. | [ 25 ] |
| 46 | Yuji Nagata                  | 2         | 13 kwietnia 2007(dts)     | 178 | Osaka, Japonia               | Circuit2007 New Japan Brave tour         | 2           | |        |
| 47 | Hiroshi Tanahashi            | 2         | 8 października 2007(dts)  | 88  | Tokio, Japonia               | Explosion '07                            | 1           | | [ 26 ] |
| 48 | Shinsuke Nakamura            | 2         | 4 stycznia 2008(dts)      | 114 | Tokio, Japonia               | Wrestle Kingdom II                       | 2           | 17 lutego 2008 Nakamura pokonał Kurta Angle'a i zunifikował IWGP Heavyweight Championship federacji NJPW oraz IWGP Heavyweight Championship federacji IGF.                                                 |        |
| 49 | Keiji Mutoh                  | 4         | 27 kwietnia 2008(dts)     | 252 | Osaka, Japonia               | Circuit2008 New Japan Brave tour         | 4           | |        |
| 50 | Hiroshi Tanahashi            | 3         | 4 stycznia 2009(dts)      | 122 | Tokio, Japonia               | Wrestle Kingdom III                      | 3           | |        |
| 51 | Manabu Nakanishi             | 1         | 6 maja 2009(dts)          | 45  | Tokio, Japonia               | Dissidence                               | 0           | |        |
| 52 | Hiroshi Tanahashi            | 4         | 20 czerwca 2009(dts)      | 58  | Osaka, Japonia               | Dominion 6.20                            | 1           | |        |
| —  | Wakat                        | —         | 17 sierpnia 2009(dts)     | —   | —                            | —                                        | —           | Zawieszono, gdyż Tanahashi odniósł kontuzję oka. |        |
| 53 | Shinsuke Nakamura            | 3         | 27 września 2009(dts)     | 218 | Kobe, Japonia                | Circuit2009 New Japan Generation tour    | 6           | Nakamura pokonał Togiego Makabe i zdobył zawieszony tytuł. |        |
| 54 | Togi Makabe                  | 1         | 3 maja 2010(dts)          | 161 | Fukuoka, Japonia             | Wrestling Dontaku 2010                   | 3           | |        |
| 55 | Satoshi Kojima               | 2         | 11 października 2010(dts) | 85  | Tokio, Japonia               | Destruction '10                          | 1           | |        |
| 56 | Hiroshi Tanahashi            | 5         | 4 stycznia 2011(dts)      | 404 | Tokio, Japonia               | Wrestle Kingdom V                        | 11          | |        |
| 57 | Kazuchika Okada              | 1         | 12 lutego 2012(dts)       | 125 | Osaka, Japonia               | The New Beginning                        | 2           | |        |
| 58 | Hiroshi Tanahashi            | 6         | 16 lutego 2012(dts)       | 295 | Osaka, Japonia               | Dominion 6.16                            | 7           | |        |
| 59 | Kazuchika Okada              | 2         | 7 kwietnia 2013(dts)      | 391 | Tokio, Japonia               | Invasion Attack                          | 8           | |        |
| 60 | A.J. Styles                  | 1         | 3 maja 2014(dts)          | 163 | Fukuoka, Japonia             | Wrestling Dontaku 2014                   | 2           | |        |
| 61 | Hiroshi Tanahashi            | 7         | 13 października 2014(dts) | 121 | Tokio, Japonia               | King of Pro-Wrestling                    | 1           | |        |
| 62 | A.J. Styles                  | 2         | 11 lutego 2015(dts)       | 144 | Osaka, Japonia               | The New Beginning in Osaka               | 1           | |        |
| 63 | Kazuchika Okada              | 3         | 5 lipca 2015(dts)         | 280 | Osaka, Japonia               | Dominion 7.5 in Osaka-jo Hall            | 3           | |        |
| 64 | Tetsuya Naito                | 1         | 10 kwietnia 2016(dts)     | 70  | Tokio, Japonia               | Invasion Attack 2016                     | 1           | |        |
| 65 | Kazuchika Okada              | 4         | 19 czerwca 2016(dts)      | 720 | Osaka, Japonia               | Dominion 6.19 in Osaka-jo Hall           | 12          | |        |
| 66 | Kenny Omega                  | 1         | 6 września 2018(dts)      | 209 | Osaka, Japonia               | Dominion 6.9 in Osaka-jo Hall            | 0           | Był to no time limit two out of three falls match, który Omega wygrał z wynikiem 2–1. |        |
| 67 | Hiroshi Tanahashi            | 8         | 4 stycznia 2019           | 38  | Tokio, Japonia               | Wrestle Kingdom 13                       | 0           | |        |
| 68 | Jay White                    | 1         | 11 lutego 2019            | 54  | Osaka, Japonia               | The New Beginning                        | 0           | |        |
| 69 | Kazuchika Okada              | 5         | 6 kwietnia 2019           | 274 | Nowy Jork, Stany Zjednoczone | G1 Supercard                             | 5           | Pierwszy raz tytuł zmienił posiadacza poza Japonią. |        |
| 70 | Tetsuya Naito                | 2         | 5 stycznia 2020           | 48  | Tokio, Japonia               | Wrestle Kingdom 14                       | 1           | Walka była także o IWGP Intercontinental Championship |        |
| 71 | Evil                         | 1         | 12 lipca 2020             | 128 | Osaka, Japonia               | Dominion in Osaka-jo Hall                | 1           | Walka była także o IWGP Intercontinental Championship |        |
| 72 | Tetsuya Naito                | 3         | 29 sierpnia 2020          | 128 | Nowy Jork, Stany Zjednoczone | Tokio, Japonia                           | 1           | Walka była także o IWGP Intercontinental Championship |        |
| 73 | Kota Ibushi                  | 1         | 4 stycznia 2021           | 59  | Tokio, Japonia               | Wrestle Kingdom 15                       | 3           | Walka była także o IWGP Intercontinental Championship |        |
| —  | Zdezaktywowany               | —         | 4 marca 2021              | —   | Tokio, Japonia               | Anniversary Show                         | —           | Tytuł został zunifikowany z IWGP Intercontinental Championship w IWGP World Heavyweight Championship. |        |

## Łączna ilość panowań

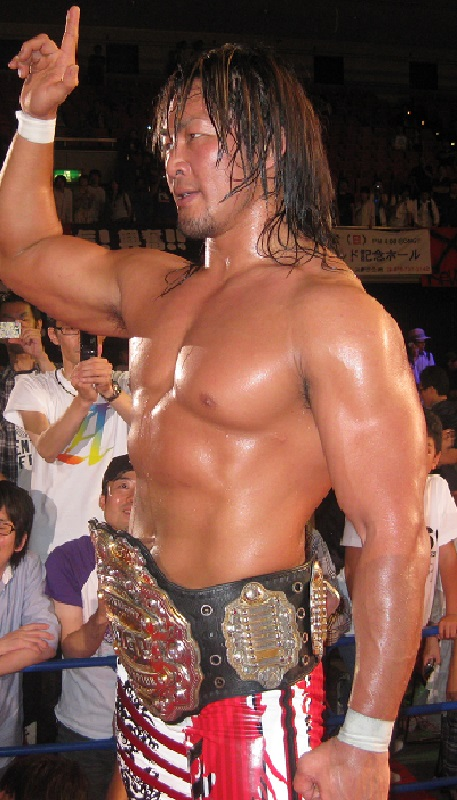
Rekordowo siedmiokrotny mistrz Hiroshi Tanahashi.

| Miejsce | Mistrz                       | Ilość panowań | Ilość obron | Łączna ilość dni |
| ------- | ---------------------------- | ------------- | ----------- | ---------------- |
| 1       | Kazuchika Okada              | 5             | 30          | 1 790            |
| 2       | Hiroshi Tanahashi            | 8             | 28          | 1 396            |
| 3       | Keiji Mutoh/The Great Muta   | 4             | 19          | 1 238            |
| 4       | Shinya Hashimoto             | 3             | 20          | 1 052            |
| 5       | Tatsumi Fujinami             | 6             | 13          | 785              |
| 6       | Kensuke Sasaki/Power Warrior | 5             | 11          | 647              |
| 7       | Yuji Nagata                  | 2             | 12          | 570              |
| 8       | Kazuyuki Fujita              | 3             | 3           | 478              |
| 9       | Big Van Vader                | 3             | 4           | 451              |
| 10      | Shinsuke Nakamura            | 3             | 9           | 390              |
| 11      | Tetsuya Naito                | 3             | 9           | 387              |
| 12      | Riki Choshu                  | 3             | 5           | 383              |
| 13      | Antonio Inoki                | 1             | 4           | 325              |
| 14      | A.J. Styles                  | 2             | 3           | 307              |
| 15      | Brock Lesnar                 | 1             | 3           | 280              |
| 16      | Kenny Omega                  | 1             | 3           | 209              |
| 17      | Hiroyoshi Tenzan             | 4             | 2           | 197              |
| 18      | Yoshihiro Takayama           | 1             | 3           | 185              |
| 19      | Satoshi Kojima               | 2             | 2           | 168              |
| 20      | Togi Makabe                  | 1             | 3           | 161              |
| 21      | Scott Norton                 | 2             | 4           | 126              |
| 22      | Nobuhiko Takada              | 1             | 1           | 116              |
| 23      | Bob Sapp                     | 1             | 1           | 66               |
| 24      | Kota Ibushi                  | 1             | 3           | 59               |
| 25      | Jay White                    | 1             | 0           | 54               |
| 26      | Evil                         | 1             | 1           | 48               |
| 26      | Tadao Yasuda                 | 1             | 1           | 48               |
| 26      | Salman Hashimikov            | 1             | 0           | 48               |
| 29      | Manabu Nakanishi             | 1             | 0           | 45               |
| 30      | Masahiro Chono               | 1             | 0           | 44               |
| 31      | Genichiro Tenryu             | 1             | 0           | 25               |